# Gieters (Friesland)
Het Gieters (Gieters: Gietersk) is/was het Nedersaksische dialect van de Gieterse verveners in Friesland. Het behoord(e) daarmee tot het Stellingwerfs dat ten noorden van de Kuinder gesproken wordt/werd.
Met de start van de vervening van de laagveengebieden ten noorden van de Kuinder in de 18e eeuw werd dit Nedersaksisch meegenomen naar de gebieden boven de Kuinder. Dit 'Overkuinders' Nedersaksisch verspreidde zich vervolgens naar verschillende dorpen, mede door migratie van Gietersen van dorp tot dorp bij nieuwe verveningen.
Halverwege de jaren 50 werd het Gieters vooral gesproken in onder andere Oldeouwer, Ouwsterhaule, Ouwster-Nijega, rondom Echten en Sintjohannesga (vooral Hoge Dijk). Het Gieters was minder te horen in Tjalleberd-Luinjeberd en nog onder oude mensen in Oudehaske.
In 2011 stierf de laatste spreker van het Tjalberters in Luinjeberd, een variant van het Gieters in Friesland.

## Gieters in de Ouwstertrijegeaën
In Oldeouwer, Ouwsterhaule en Ouwster-Nijega werd halverwege de jaren 50 nog door circa 40% Overijssels (Gieters) gesproken op een bevolking van ruim 300 personen. Onder de Gieters sprekende personen werd nagenoeg altijd Gieters gesproken. In de jaren 1910 was het Gieters nog de schooltaal in de drie dorpen.
Het Gieterse Nedersaksisch werd vanaf 1883 geïmporteerd in de drie dorpen door de start van de vervening aldaar. Deze vervening begon met van elders komende veenbazen en hun personeel. De meesten kwamen uit Tjalleberd weg (Tjalberters) en daarvoor uit Giethoorn. Als gevolg werd het Fries vooral in Oldeouwer en Ouwster-Nijega teruggedrongen. Ouwsterhaule behield zijn Friestalige karakter beter vanwege een hoger aandeel boeren. Oldeouwer en Ouwster-Nijega kenden eveneens Friese boeren waar de thuistaal Fries bleef, alhoewel de taal op school Gieters werd. De families die Gieters spraken waren aan hun taal te herkennen. Veenbazen uit Echten, die daarvoor ook uit Tjallebert kwamen, gebruikten klanken die dichter bij het Hollands lagen. Veenbazen uit Sintjohannesga lieten de h vallen. 

#### Afname van het Gieters en negatieve status
Door het vertrekken van turfmakers na de vervening, huwelijken met Friezen en de vestiging van boeren van buitenaf nam de hechtheid van de gemeenschap af. Mede hierdoor nam de kennis van het Fries toe en daalde de kennis van het Gieters. Dit gebeurde echter vooral door de negatieve status die het Gieters had gekregen als turftrapperstaal. Sprekers van het Gieters schaamde zich voor het Gieters in de drie dorpen. In de omgeving van de drie dorpen werden sprekers van het Gieters belachelijk gemaakt, vooral in Joure. Zo ontdeed men zich van een Gieters sprekende als bleek dat deze krom praatte. Op straat werden turfgravers nageroepen. De gebruikelijke belediging was jouwsterkeallepoat. Turfgravers die hier genoeg van hadden scholden weer terug waardoor de nodige confrontaties ontstonden. Dit zorgde ervoor dat het Gieters buiten de drie dorpen niet voor de hand lag om te spreken. Om intimidatie te voorkomen namen sommige Gietersen dan een Friestalige mee bij bijvoorbeeld het winkelen. Deze Friestalige deed dan het woord terwijl de Nedersaksischtaligen zich angstvallig stilhielden. In de drie dorpen zelf bleef het Gieters favoriet.
In de jaren 50 mengden Nederlands, Fries en Nedersaksisch zich. Zo kon de een in het Fries praten en de ander in het Gieterse Nedersaksisch. Volwassenen van boven de 30 spraken over het algemeen nog Gieters, jongeren een stuk minder.

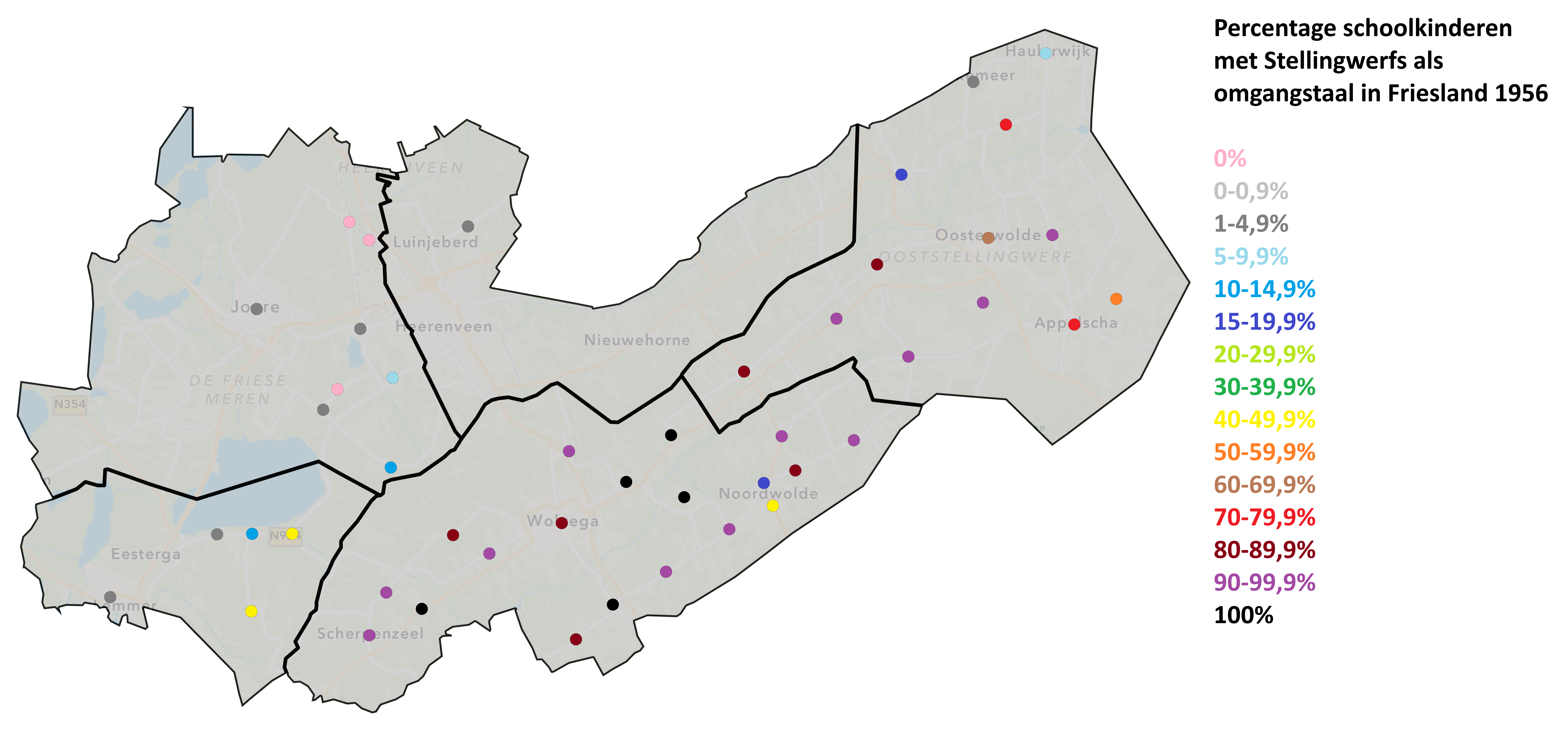
Verspreiding van het Stellingwerfs als omgangtaal van schoolkinderen in Friesland midden jaren 50. In Tjalleberd en Luinjeberd als Tjalberters (Gieters). In andere plaatsen ten noorden van de Kuinder Gieters of anders Stellingwerfs

## Invloed op het Westerlauwers Fries
De Friese stijgende diftongen ''uo'', [ṷo] en ''oa'', [ṷa] na de medeklinkers b, p, f en m worden uitgesproken als ''ja'', [ja] en ''jo'', [jo] in delen van het Woudfriese gebied. ''boartsje'' klinkt daardoor als ''bjatsje'' en ''fuotten'' als ''fjotten.'' Dit gebeurt echter niet bij elk woord met deze stijgende diftongen en de daaropvolgende vier medeklinkers. Het komt ook niet in het gehele Woudfriese gebied voor. Het fenomeen komt met name voor in de laagveenstreek. Deze ontwikkeling komt waarschijnlijk door Stellingwerfs Nedersaksischtalige verveners (Gietersen) die overschakelden van het Nedersaksisch op het Fries. Een andere invloed is onder andere de uitspraak van oa in skoalle als [ʋa] en niet als [ṷa]. Daarnaast is de woordenschat eveneens beïnvloed.